# Kobus Hereijgers
Kobus Hereijgers (Hedel, 10 maart 1989) is een Nederlands wielrenner en veldrijder die sinds juni 2013 rijdt voor Cyclingteam De Rijke.

## Palmares

### Veldrijden
| Seizoen   | Wereldbeker | Superprestige | bpost bank trofee | WK | NK  | Overige | Totaal aantal zeges |
| --------- | ----------- | ------------- | ----------------- | -- | --- | ------- | ------------------- |
| 2013-2014 |             |               |                   |    | 13e |         | 0                   |
| 2014-2015 |             |               |                   |    | 9e  |         | 0                   |

### Wegwielrennen
2013
Proloog Ronde van Portugal (ploegentijdrit)